# Kristinn Jakobsson
Kristinn Jakobsson (født 11. juni 1969) er en islandsk fodbolddommer fra Kópavogur. Han har dømt internationalt under FIFA siden 1997, hvor han er indrangeret som Premier Category-dommer, der er det næsthøjeste niveau for internationale dommere.
Han debuterede i Champions League i november 2008 i kampen mellem Shakhtar Donetsk og Basel. Jakobsson har desuden dømt flere kvalifikationskampe til EM og VM, samt kampe i UEFA-cupen.
Ved EM 2008 blev han udpeget som fjerdedommer.

## Kampe med danske hold
- Den 15. november 2011: Venskabskamp: Danmark – Finland 2-1.